# الحردان (الرقة)
الحردان قرية سورية تتبع ناحية معدان في منطقة مركز الرقة في محافظة الرقة. بلغ عدد سكانها 1051 نسمة في عام 2004 حسب إحصاء المكتب المركزي للإحصاء.